# Kormoran (Art)
Der Kormoran (Phalacrocorax carbo) ist eine Vogelart aus der Familie der Kormorane (Phalacrocoracidae). Das Verbreitungsgebiet der Art umfasst große Teile Europas, Asiens und Afrikas, außerdem Australien und Neuseeland sowie Grönland und die Ostküste Nordamerikas. Die Nahrung besteht wie bei allen Vertretern der Gattung Phalacrocorax fast ausschließlich aus Fisch. Kormorane sind zu allen Jahreszeiten gesellig, die Brutkolonien liegen an Küsten oder größeren Gewässern. Bestand und Verbreitung der Art wurden in Europa durch menschliche Bejagung stark beeinflusst, im mitteleuropäischen Binnenland war die Art zeitweise fast ausgerottet. In den letzten Jahrzehnten ist eine deutliche Bestandserholung zu verzeichnen. Der Kormoran war in Deutschland und Österreich Vogel des Jahres 2010.

## Benennung
Der deutsche Name dieser Vogelart stammt aus altfranzösisch cormareng bzw. aus der noch älteren Form corp mareng „Meerrabe, Wasserrabe“ und geht letztlich auf spätlateinisch corvus marinus mit gleicher wörtlicher Bedeutung zurück. Der Namensbestandteil „Rabe“ lässt sich auch in seinem wissenschaftlichen Namen wiederfinden: corax bedeutet wie corvus im Lateinischen „Rabe“ und ist eine direkte Entlehnung aus dem altgriechischen κόραξ. Phalacro (φαλακρός) ist ebenso griechischen Ursprungs und bedeutet „kahlköpfig“, was sich nach Ansicht mancher Ornithologen auf die blass-weißen Kopffedern bezieht. Es kann jedoch auch sein, dass sich die Benennung ursprünglich auf eine andere Art bezog. Das Artepitheton carbo „Kohle“ steht für die überwiegend schwarze Färbung des Gefieders.
Deutschsprachige Namen, die sich nicht durchsetzten, sind z. B. (die) Scharbe oder (der) Scholver. „Scharbe“ statt „Kormoran“ findet allerdings in der deutschen Benennung vieler anderer Kormoranarten Verwendung. Weitere frühere Namen waren Taucher, Ducher, Teuchel, Scholver, Schaluchorn, Schulueren, Schlucker, Aalscholver, Aalschlucker, Vuchttarß, Feuchtarß, Beervogel, Morfex, Aalkrähe, Teufel und Dauss.

## Merkmale

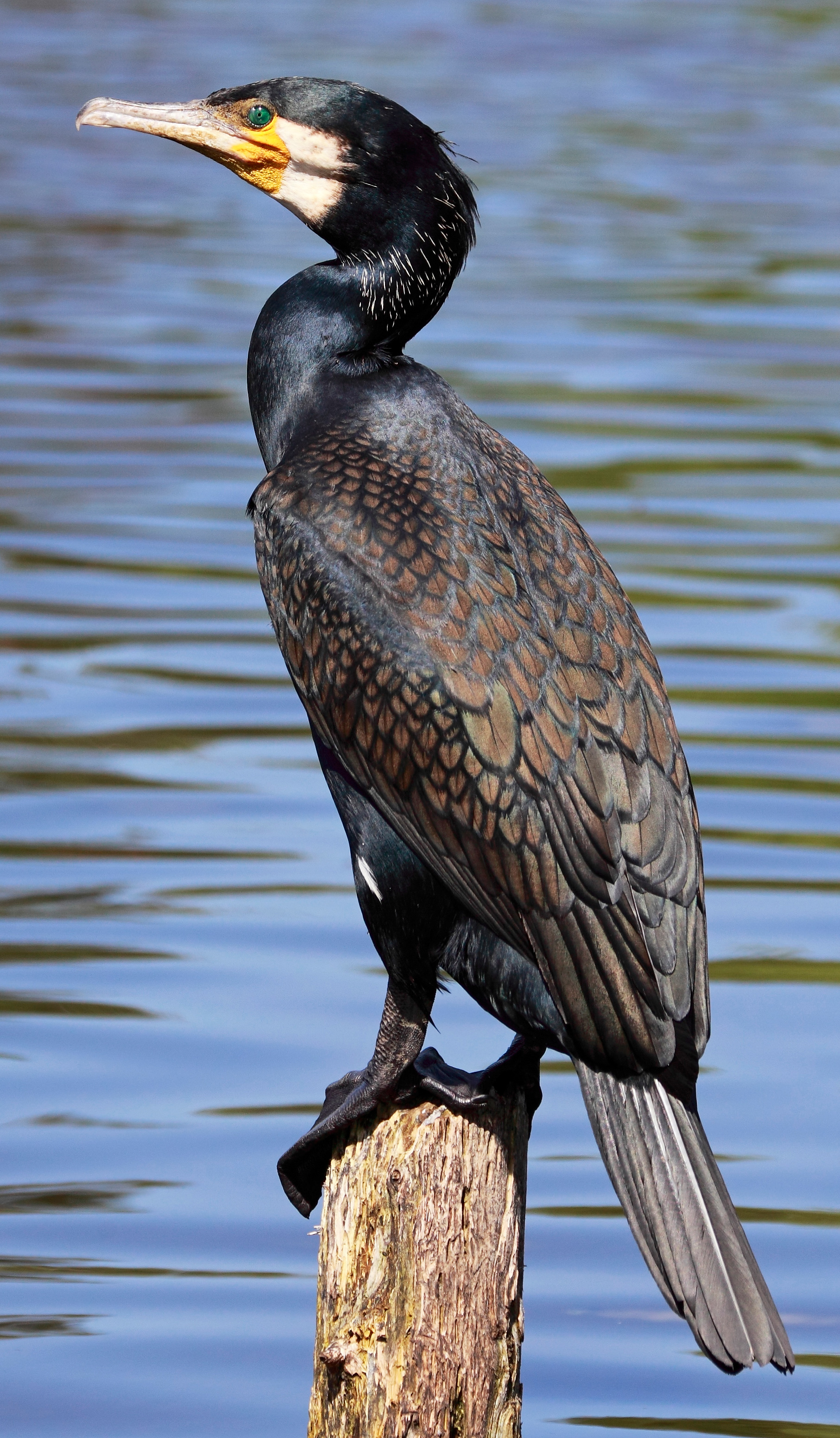
Durch die Färbung des Deckgefieders wirkt der Flügel wie geschuppt

### Aussehen
Kormorane sind knapp gänsegroß, sie haben eine Körperlänge von 77 bis 94 cm und eine Flügelspannweite von 121 bis 149 cm. Männchen sind etwas größer und schwerer als Weibchen. Die Gewichte von Männchen schwanken zwischen 1975 und 3180 g, Weibchen erreichen 1673–2555 g. Männliche Brutvögel auf Rügen hatten Flügellängen von 334 bis 382 mm, im Mittel 358,5 mm, Weibchen erreichten dort 321 bis 357 mm, im Mittel 335,0 mm. Der relativ große Schnabel ist wie bei allen Arten der Gattung am Ende hakenförmig.
Im Prachtkleid ist das Gefieder der auch in Mitteleuropa verbreiteten Unterart P. c. sinensis überwiegend schwarz, bei Sonnenschein glänzen die Federn metallisch grün oder bläulich. Die Deckfedern des Oberflügels schimmern bronzefarben und sind glänzend schwarz gerandet, der Oberflügel wirkt daher geschuppt. Scheitel und Nacken sind mit feinen weißen Federn durchsetzt. Am Hinterkopf befindet sich ein Schopf, der durch etwa 4 cm lange, abstehende Federn entsteht. Am Schnabelgrund befindet sich eine nackte, gelbe Hautpartie, die breit weiß gerandet ist, außerdem zeigt der äußere Schenkelansatz einen weißen Fleck. Die Geschlechter unterscheiden sich bezüglich der Färbung nicht.
Im Schlichtkleid fehlen die weiße Befiederung an Scheitel und Hals sowie der weiße Schenkelfleck. Die weiße Partie am Schnabelgrund ist breiter, schmutzig weiß und weniger scharf vom ansonsten schwarzen Hals- und Kopfgefieder abgesetzt. Der Schopf ist nur angedeutet.

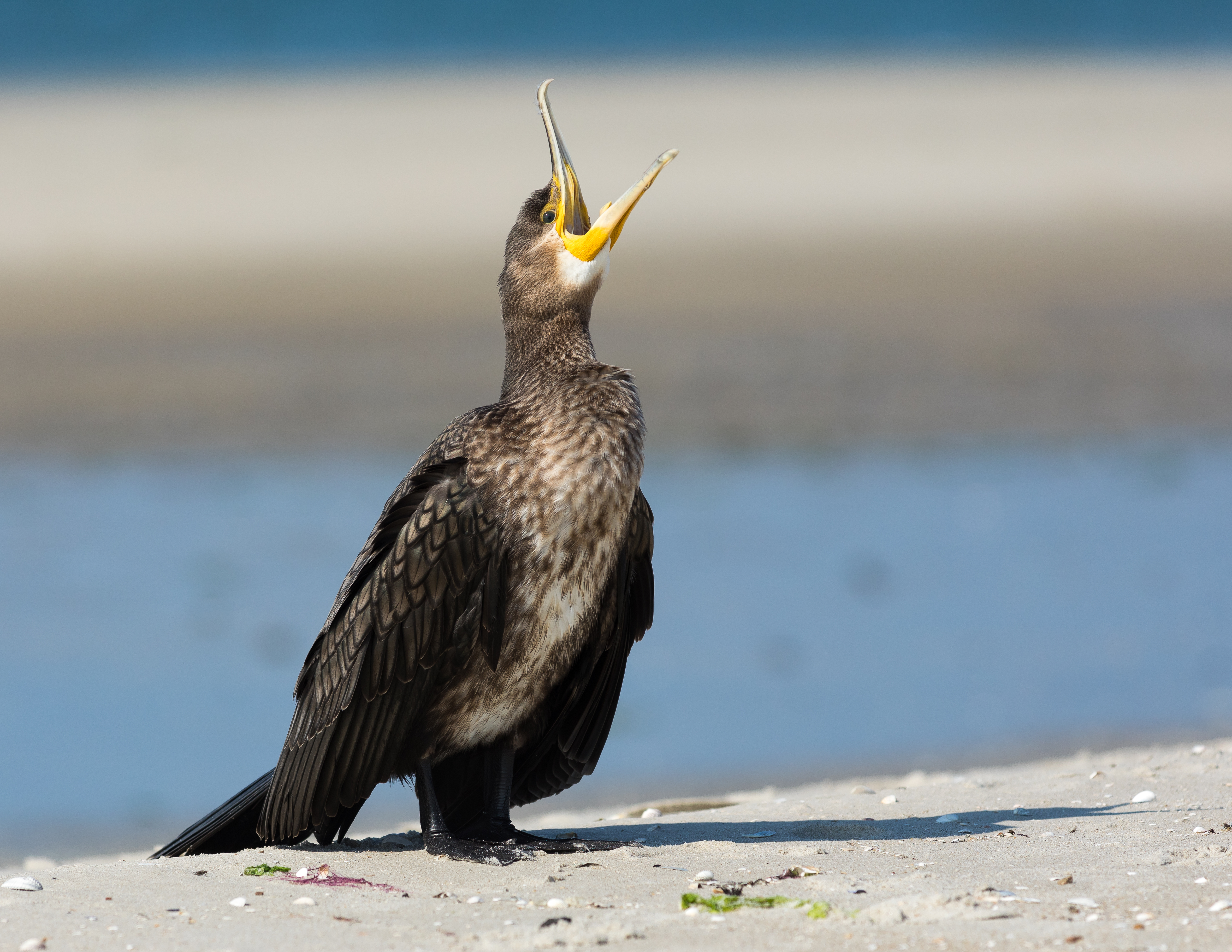
Jährling

Vögel der Unterart P. c. sinensis sind im Jugendkleid überwiegend braun bis schwarzbraun, die Oberseite zeigt einen schwachen Metallschimmer. Die Schulterfedern und die Flügeldecken sind braun mit glänzend schwarzbraunen Säumen. Die Halsseiten sind weiß gestrichelt, die Federn an Kehle und Vorderbrust sind weißlich gerandet. Schwanzfedern und Schwingen sind schwarzbraun mit hellen Spitzen, die Armschwingen zeigen weniger Stahlglanz als die adulter Vögel. Die Unterseite des Rumpfes ist sehr variabel und in sehr unterschiedlicher Ausdehnung bräunlich oder schmutzig weiß, nur selten rein weiß. Kopf, Hals und Schenkelansatz zeigen zahlreiche weiße Haarfederchen, die am Ende einen feinen Pinsel tragen. Die Tiere sind nach vier Jahren ausgefärbt.
Das Gefieder des Kormorans nimmt aufgrund seiner Struktur Wasser auf, was den Auftrieb verringert, so dass der Vogel sehr tief im Wasser liegt. Wenn ein Kormoran das Wasser verlässt, schüttelt er zunächst sein Gefieder aus. Dann breitet er die Flügel aus, damit seine nassen Gefiederteile schneller trocknen.
Bei adulten Vögeln ist die Iris smaragdgrün, bei jüngeren Vögeln graubraun oder graugrün. Der Oberschnabel ist bleigrau mit schwärzlichem First; der Unterschnabel ist horngelb, an der Spitze grau. Die Beine und die Füße sind in allen Altersgruppen schwarz.

### Lautäußerungen
Kormorane sind abseits der Brutplätze meist stumm. Die Rufe in den Kolonien sind tief und kehlig krächzend. Der häufigste Ruf klingt etwa wie „chrochrochro“; dieser Ruf wird variiert. Die Stimmfühlungsrufe lassen sich mit „chroho-chroho-chroho“ beschreiben, die Rufe bei der Paarungsaufforderung klingen wie „kra-orrr“ oder „à-orrr“.

## Verbreitung und Lebensraum

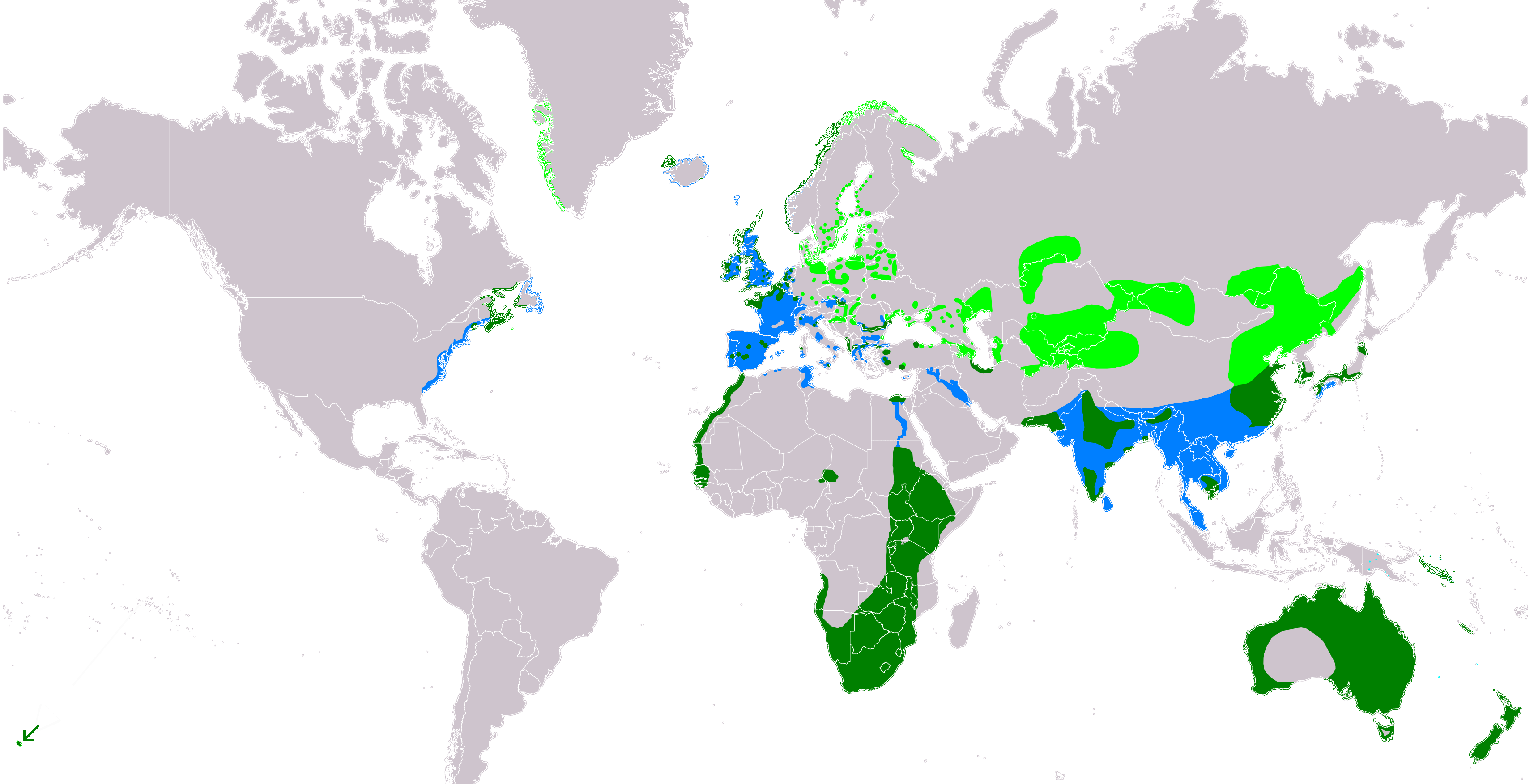
Die globale Verbreitung des Kormorans (Phalacrocorax carbo):
Brutgebiete
Ganzjähriges Vorkommen
Migration
Überwinterungsgebiete

Das Verbreitungsgebiet der Art umfasst große Teile von Europa, Mittel- und Südasien, Ostafrika, Australien, Neuseeland sowie die Ostküste Nordamerikas und die Westküsten Nordafrikas und Grönlands.
Kormorane sind an Wasser gebunden, die Brutkolonien liegen sowohl an Meeresküsten als auch an den Ufern größerer Flüsse und Seen.

## Lebensweise

### Jagdweise und Nahrung

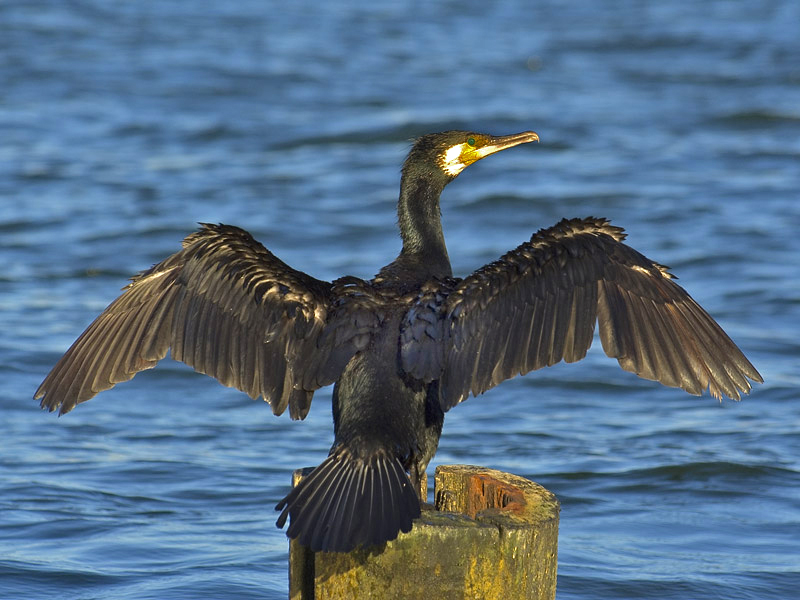
Nach Tauchgängen lassen Kormorane ihr Gefieder trocknen

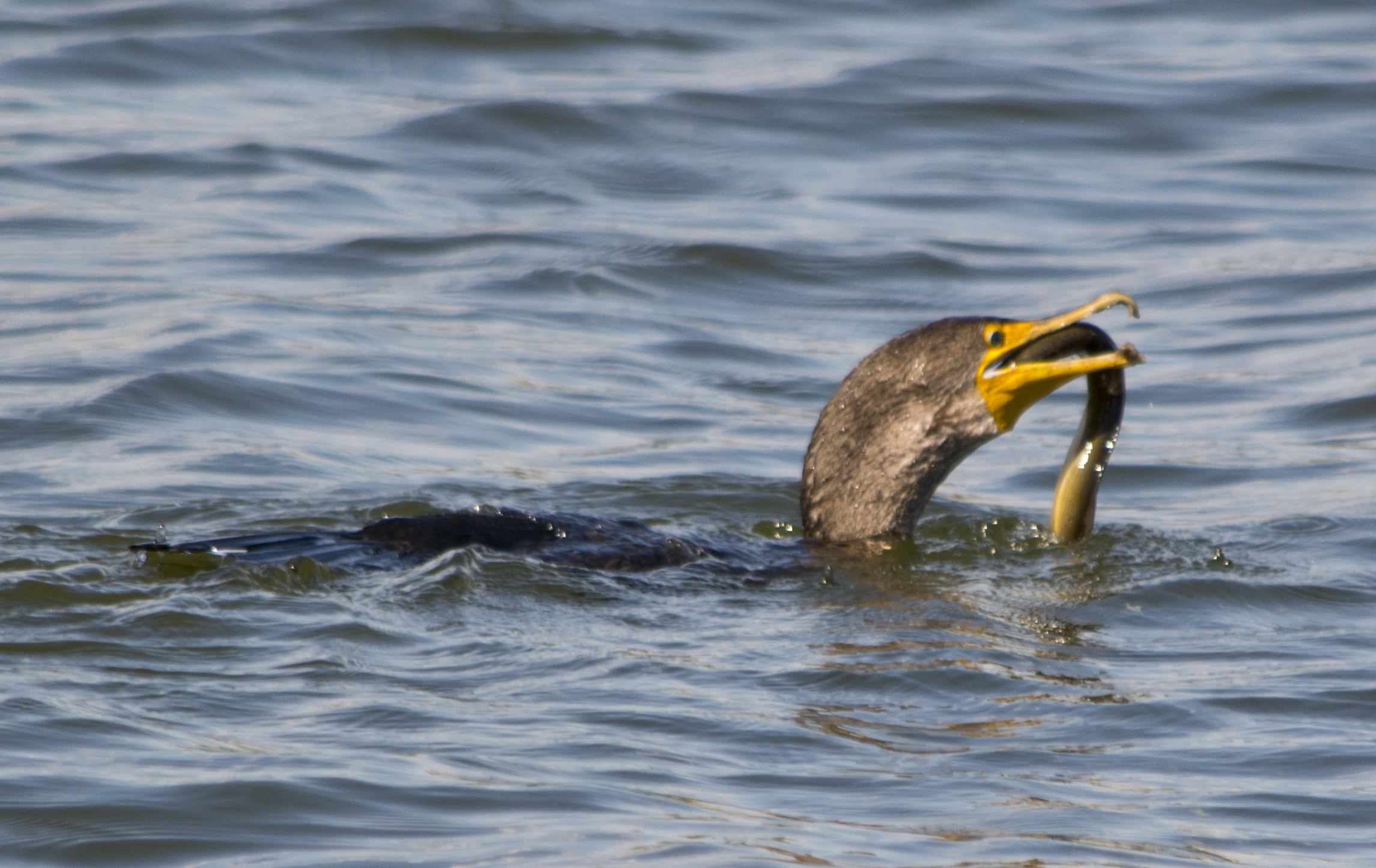
Kormoran mit erbeutetem Aal

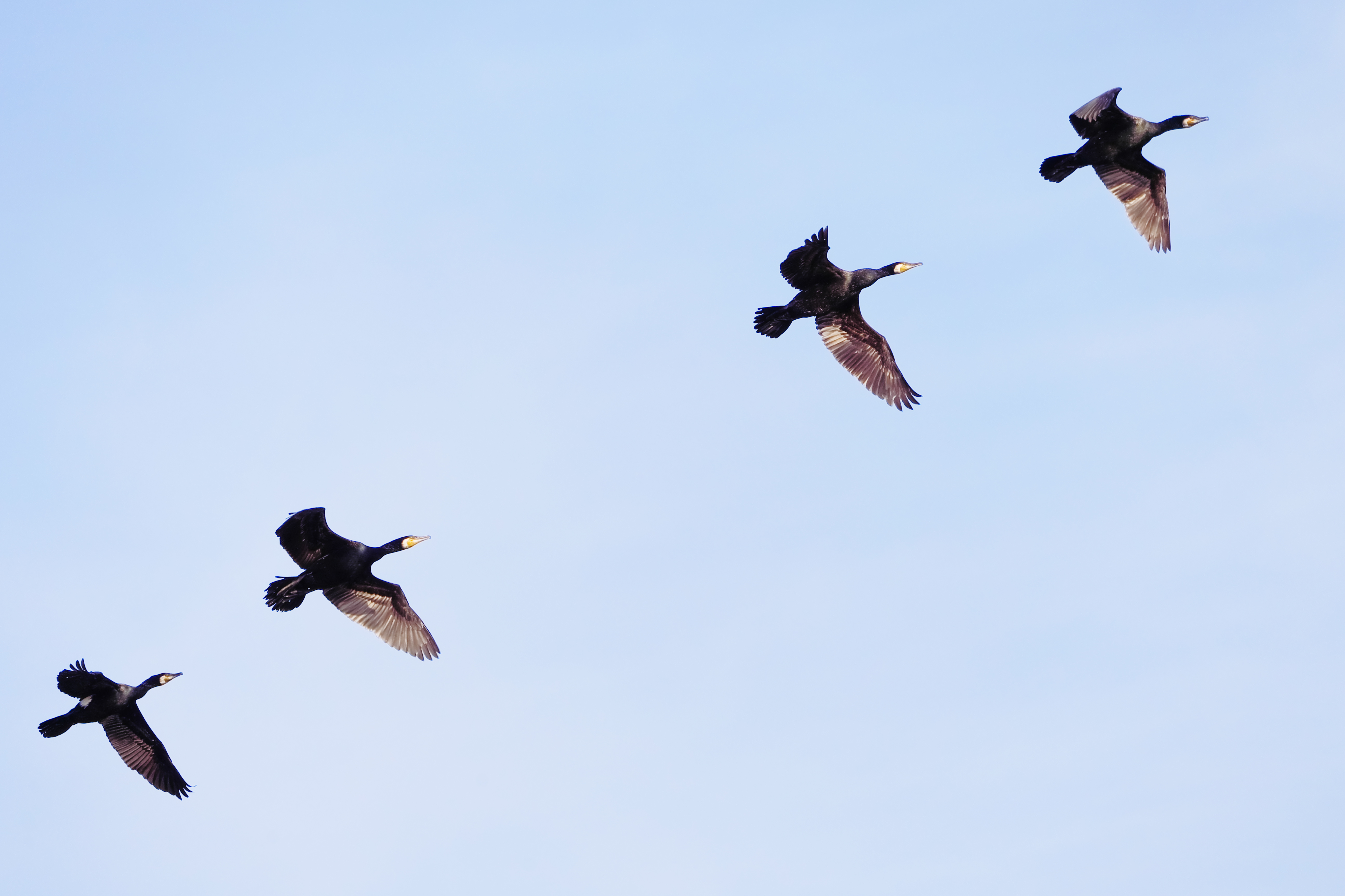
Vier Kormorane im Formationsflug

Die Jagd auf Fische erfolgt tauchend, Tauchgänge werden meist mit einem kleinen Sprung eingeleitet. Die normale Tauchdauer beträgt 15–60 s in Tiefen von üblicherweise 1–3 m, bis 16 m sind jedoch nachgewiesen. Die Fortbewegung unter Wasser erfolgt mit den Füßen, Fische werden mit dem Hakenschnabel hinter den Kiemen gepackt.
Bei der in Zentral- und Südeuropa verbreiteten Unterart P. c. sinensis schwankten in den 1990er-Jahren die Angaben zum täglichen Nahrungsbedarf von 240 g bis 588 g. Bei einer Studie von 2019 schwankte die Fischbiomasse zwischen 455 g und 787 g.
Bei der Unterart P. c. carbo wurde im Jahr 2003 ein täglicher Nahrungsbedarf bis 672 g berechnet.
Die Schwankungen ergeben sich vor allem aus dem unterschiedlichen Energieverbrauch, je nachdem ob ein Tier eher (ungestört) ruht oder viel fliegt. Weiteren Einfluss haben die klimatischen Bedingungen und ob Brutzeit ist.
Der Stoffwechsel der Kormorane ist dabei mit dem anderer carnivorer Vogelarten vergleichbar.
Die Nahrung besteht fast ausschließlich aus kleinen bis mittelgroßen See- und Süßwasserfischen, diese werden lebend erbeutet. Seltene Zufalls- oder Gelegenheitsbeute sind andere an Wasser gebundene Tiere wie Krabben und große Garnelen, sehr selten wurden Bisamratten und Küken der Brandente als Beute nachgewiesen.
Kormorane jagen opportunistisch diejenigen Fische, die häufig und am leichtesten verfügbar sind; die Zusammensetzung der Nahrung schwankt daher je nach lokalen Bedingungen und Jahreszeit sehr. In den deutschen Binnenseen werden überwiegend die häufig in großen Schwärmen auftretenden Weißfische erbeutet. An Fließgewässern mit höherer Strömungsgeschwindigkeit können neben Karpfenfischen auch Äschen und andere Salmoniden einen größeren Teil der Nahrung bilden.
In Bayern wurde die Winterernährung des Kormorans in natürlichen Voralpenseen (Ammersee, Chiemsee), an künstlichen Gewässern (Altmühlsee, Ochsenanger, Unterer Inn) sowie an Flussabschnitten (Donau, Alz) untersucht. Der überwiegende Teil der erbeuteten Fische war 9 bis 28 Zentimeter lang. An allen Gewässern bildeten unbestimmte Karpfenfische (Cyprinidae) den Hauptteil der Nahrung, je nach Gewässer mit 37,3–65,8 % aller Beutefische. Weitere wichtige Arten waren Flussbarsch mit 4,2 bis 20,9 Prozent und Rotauge mit 1,0 bis 10,5 Prozent. In den Voralpenseen spielten auch Renken (Coregonus sp.) mit 9,5 Prozent eine wichtigere Rolle. Auch in der noch bedingt naturnahen Alz waren unbestimmte Karpfenfische mit 52,9 Prozent die mit Abstand häufigste Beute, hier folgten die Äsche mit 12,6 Prozent und unbestimmte Salmoniden mit 11,0 Prozent aller Beutefische.
In Schleswig-Holstein gehören auch Dorsche zur Nahrung der Kormorane.

### Fortpflanzung

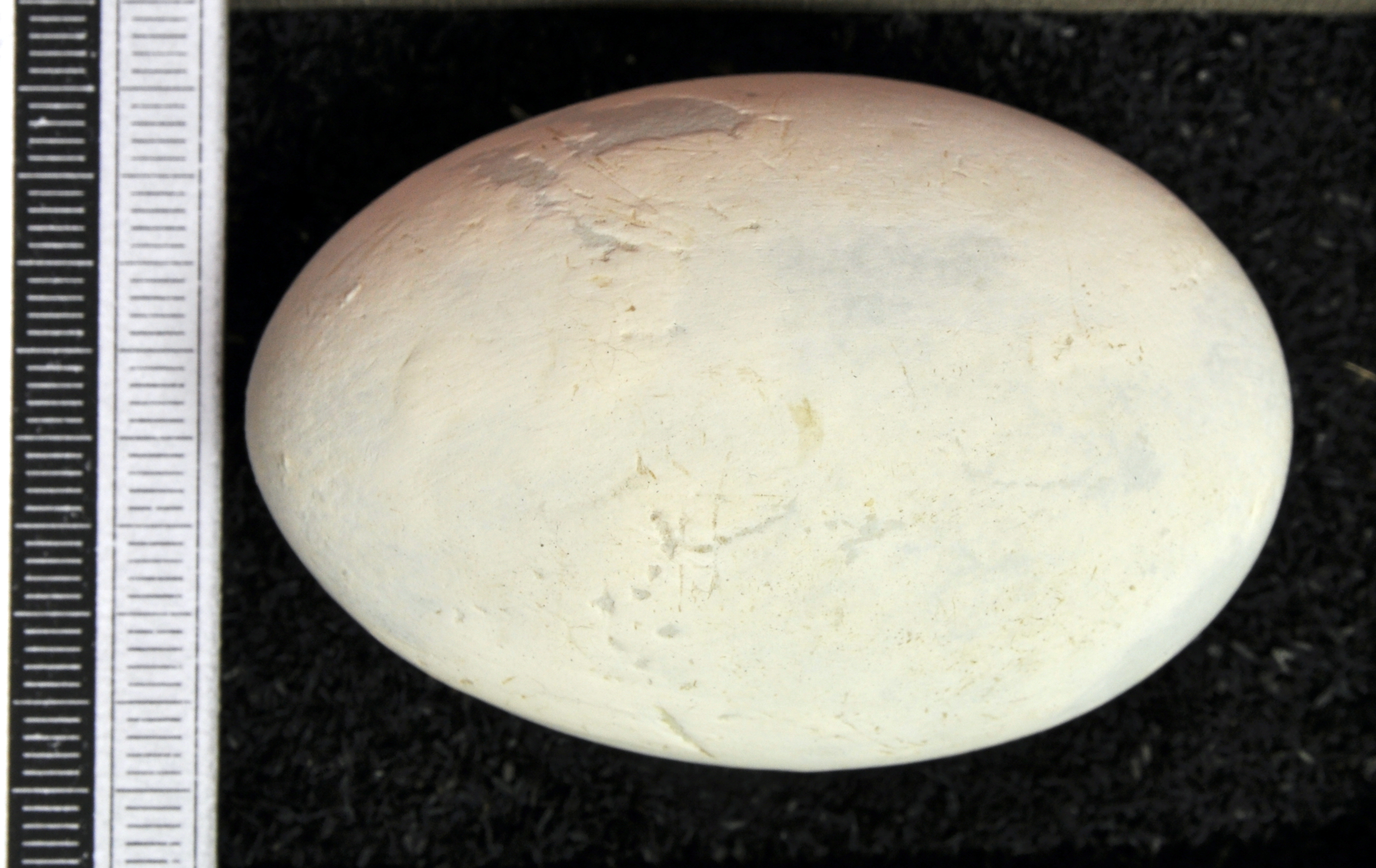
Ei, Sammlung Museum Wiesbaden

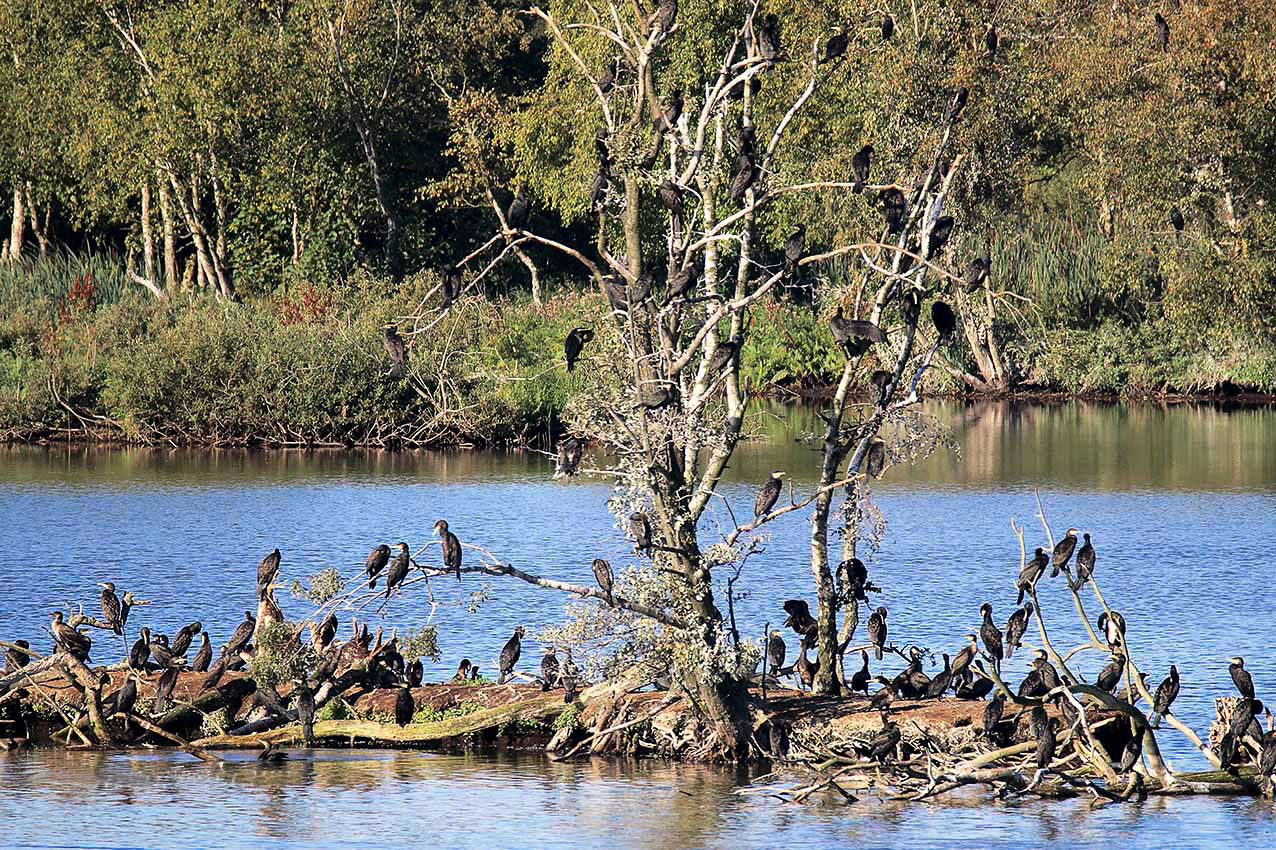
Kormorane in Mecklenburg

Kormorane brüten in Kolonien, diese können an geeigneten Standorten mehrere Tausend Brutpaare umfassen. Die Nester werden an der Küste je nach Gegebenheiten auf Klippen oder auf dem Boden angelegt, im Binnenland überwiegend auf hohen Bäumen an Gewässern. Kormorane brüten meist erstmals im Alter von 3 oder 4 Jahren, selten bereits mit 2 Jahren. Die Brutpaare leben wohl überwiegend in einer monogamen Saisonehe. Beide Partner bauen das Nest aus Ästen, die abgebrochen oder aus dem Wasser geholt werden. Die Nestmulde wird mit feinerem Material ausgepolstert, an der Küste häufig mit Seetang.
Das Gelege besteht in der Regel aus 3 bis 4, selten aus 5 und extrem selten aus 6 Eiern. Die Eier sind länglich oval und einfarbig hellblau, etwa 94 × 39 mm groß (sehr variabel). Die hellblaue Farbe ist durch einen kalkigweißen Überzug kaum sichtbar. Die Eiablage erfolgt in Mitteleuropa überwiegend von Ende April bis Juni. Beide Partner brüten, die Brutzeit beträgt 23–30 Tage. Die Jungvögel werden von beiden Partnern mit hochgewürgten Fischen gefüttert. Die Nestlingszeit beträgt etwa 50 Tage, mit 60 Tagen sind die Jungvögel voll flugfähig. Nach dem Ausfliegen wird der Nachwuchs noch 11–13 Wochen lang von den Eltern mit Nahrung versorgt.

## Systematik
Meist werden sechs Unterarten anerkannt:
- P. c. carbo (Nominatform): Ostkanada über Grönland und Island bis zu den Britischen Inseln und Norwegen.
- P. c. sinensis: Zentral- und Südeuropa bis Indien und China im Osten; kleiner und grünlicher und meist mehr weiß auf der Kehle als P. c. carbo.
- P. c. hanedae: Japan, möglicherweise synonym mit P. c. sinensis.
- P. c. marrocanus: Nordwest-Afrika; Färbung zwischen P. c. sinensis und P. c. lucidus.
- P. c. lucidus (Weißbrustkormoran): Küstengebiete des westlichen und südlichen Afrika, inneres Ostafrika, kleiner und grünlicher als Nominatform, weißer Bereich meist bis zur Brust oder zum Bauch ausgedehnt, tritt auch in einer dunklen Morphe auf, die an P. c. sinensis erinnert; oft als eigenständige Art angesehen.
- P. c. novaehollandiae: Australien, Tasmanien, Neuseeland, Chatham-Inseln, wird gelegentlich in weitere Unterarten (P. c. carboides in Australien und P. c. steadi in Neuseeland) aufgeteilt, könnte auch eine eigenständige Art darstellen.

## Alter
Kormorane können in Ausnahmefällen ein Alter von über 20 Jahren erreichen. Das höchste nachgewiesene Alter soll bei über 27 Jahren liegen. Der älteste in Deutschland beringte und später lebend beobachtete Vogel war mindestens 21 Jahre alt.

## Wanderungen

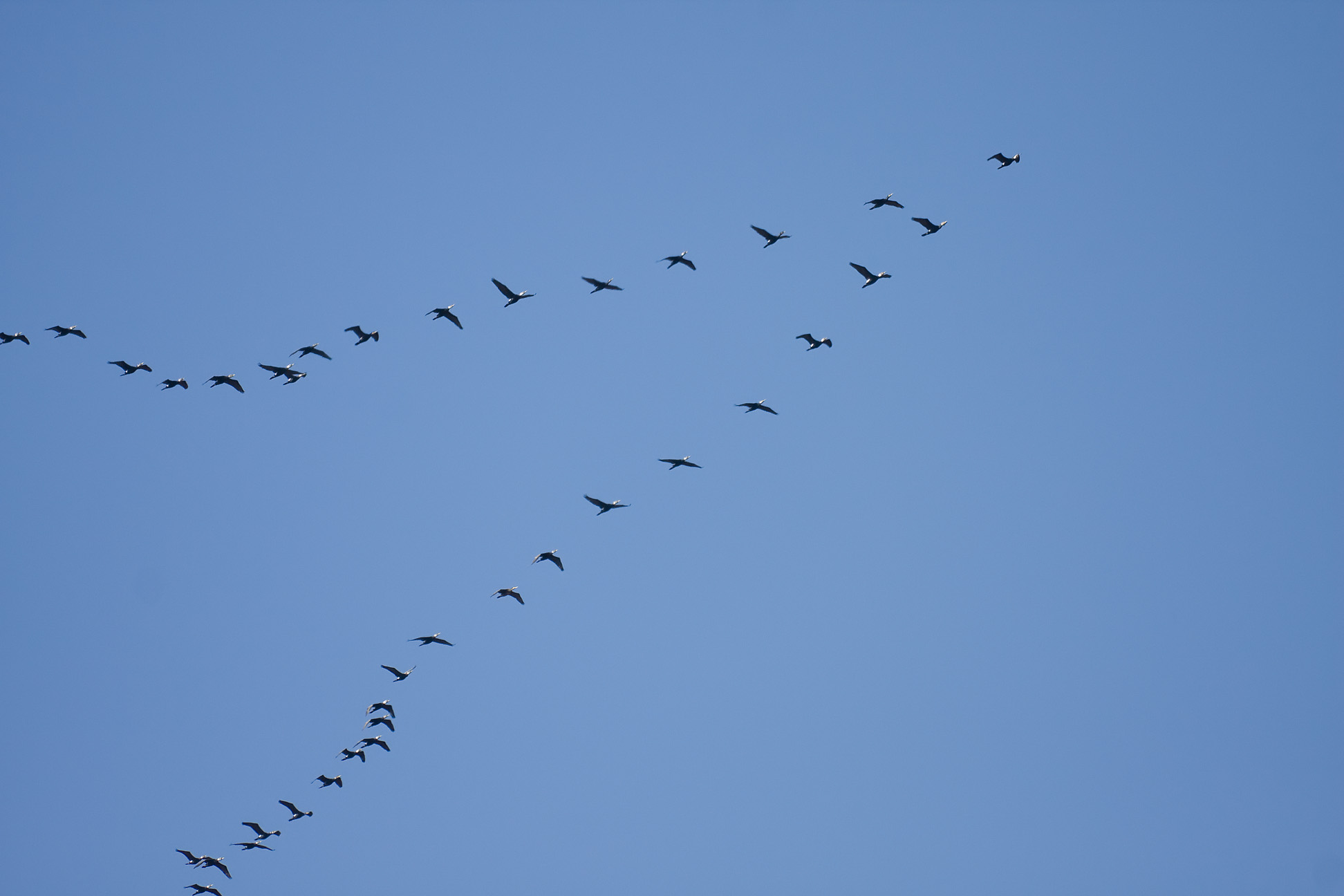
Ziehende Kormorane

Je nach Population sind Kormorane Standvögel, Teilzieher oder Zugvögel. Die Küstenpopulation der Unterart P. c. carbo in Irland und Großbritannien wandert ungerichtet entlang der westeuropäischen Atlantikküsten, nach Süden bis maximal Nordportugal. Die niederländischen Kormorane der Unterart P. c. sinensis sind Teilzieher, die weiter östlichen Populationen sind wohl alle Zugvögel und wandern zumindest über kurze Distanzen.
Der Hauptwegzug in Mitteleuropa erfolgt im Oktober und November, danach tritt Winterflucht auf. Die Winterquartiere mitteleuropäischer Brutvögel reichen bis Großbritannien, Nordafrika und bis in den östlichen Mittelmeerraum. Die Rückkehr zu den Brutkolonien erfolgt in den Niederlanden bereits ab Januar oder Februar, weiter östlich im März und April.

## Bestand

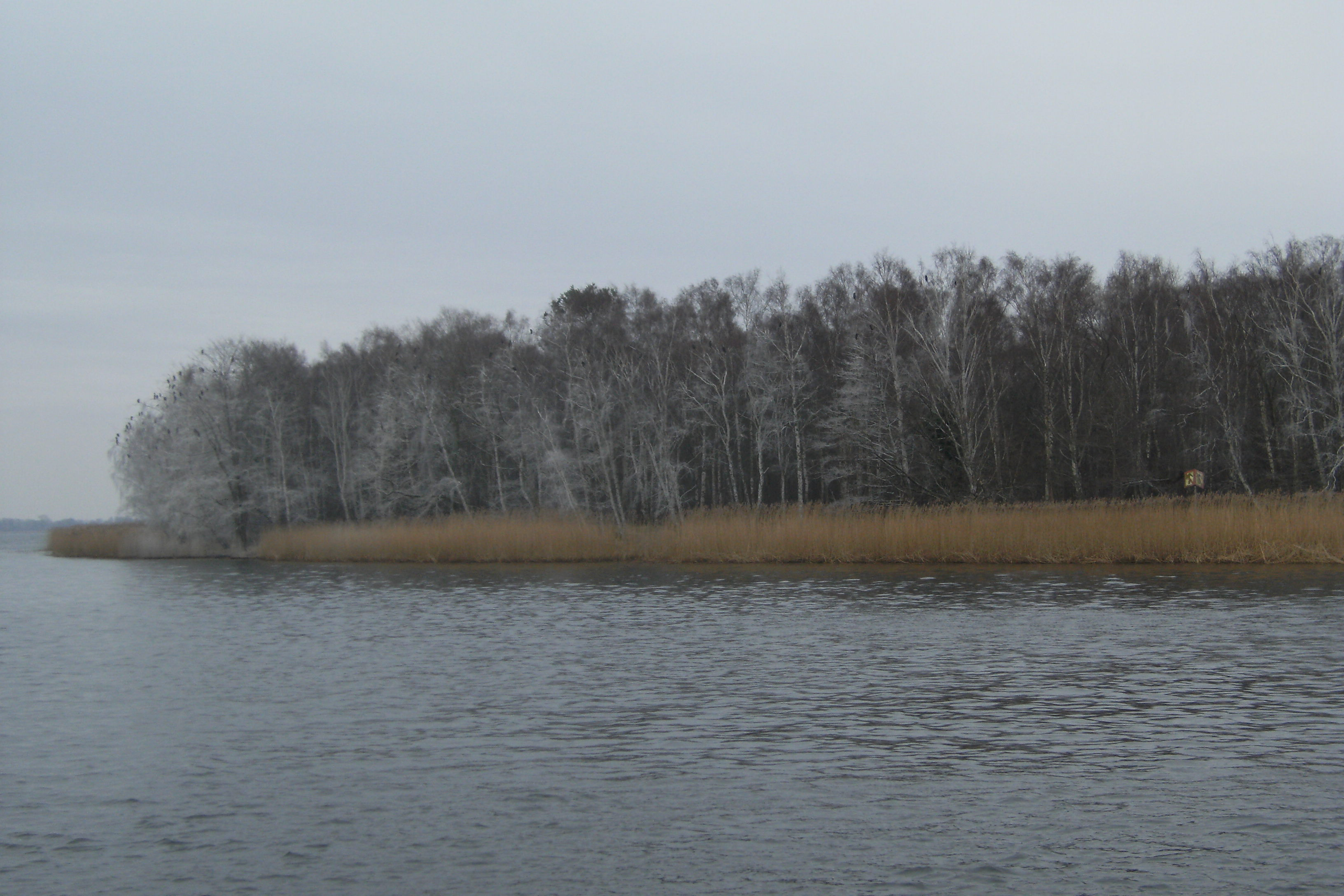
Kormorankolonie Dziwnow (Polen) – typisch verätzte, „gekalkte“ und dadurch abgestorbene Bäume

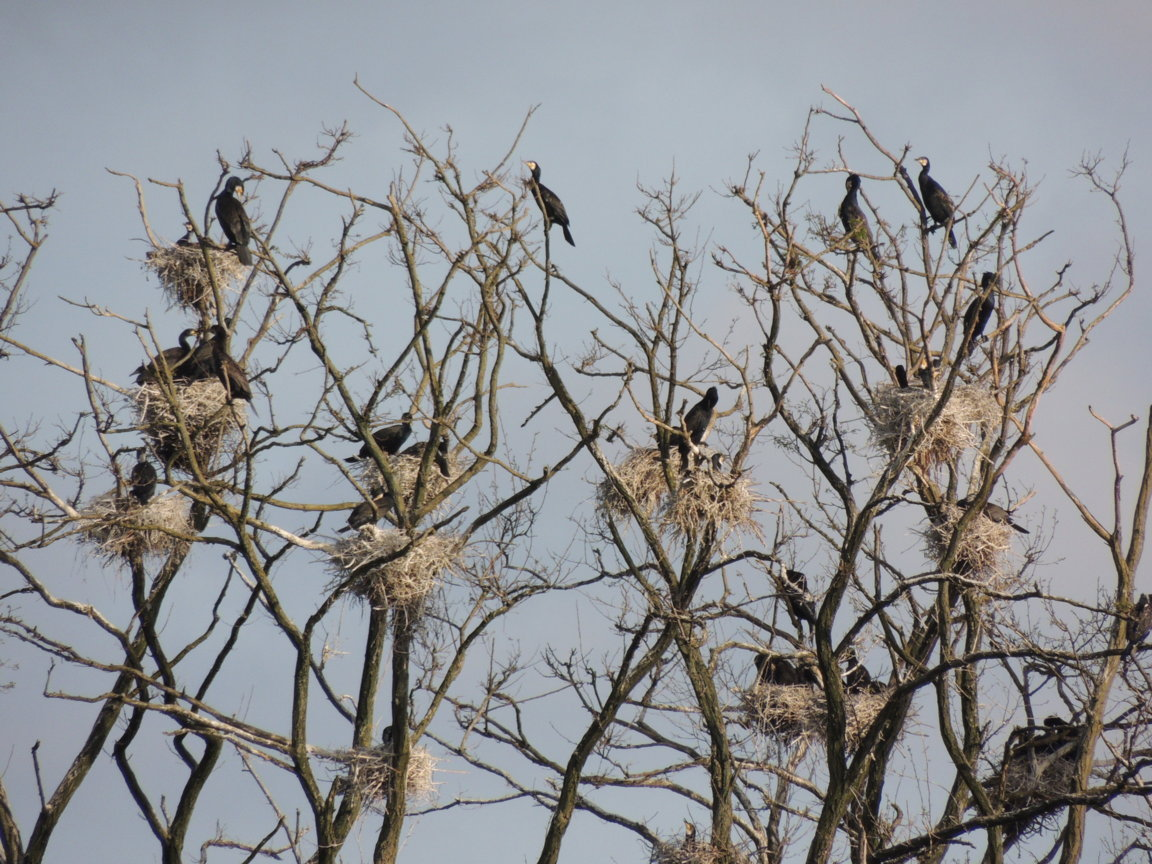
Kormorankolonie Insel Imchen Berlin-Kladow

Ebenso wie andere Fischfresser wie Fischadler, Graureiher, Fischotter oder Eisvogel wurde der Kormoran als vermeintlicher Nahrungskonkurrent des Menschen in Europa gejagt und Bestand und Verbreitung daher stark durch den Menschen beeinflusst. Im mitteleuropäischen Binnenland war die Art um 1920 praktisch ausgerottet.
In den letzten Jahrzehnten ist in Europa auf Grund von Schutzbestimmungen eine deutliche Bestandszunahme zu verzeichnen. In Deutschland leben rund 24.000 Brutpaare, in Westeuropa gibt es derzeit ca. 450.000 Brutvögel. Der Weltbestand wurde von Birdlife International im Jahr 2009 auf 1,4 bis 2,9 Mio. Individuen geschätzt.

### Deutschland
In Deutschland bestanden die letzten Brutkolonien in Schleswig-Holstein bis 1905 und in Niedersachsen bis 1919. In Mecklenburg und Vorpommern war schon im Jahr 1900 keine Brutkolonie mehr bekannt und auch in Brandenburg wurde die letzte Kolonie bereits um 1883 zerstört. Die Wiederbesiedlung Deutschlands begann zögerlich etwa ab Mitte der 1940er Jahre von den Niederlanden und Polen aus, wo die Art als Brutvogel in größerer Zahl überlebt hatte. Niedersachsen wurde 1947 wieder besiedelt, Mecklenburg-Vorpommern 1950, Brandenburg ab 1965 und Schleswig-Holstein ab 1982.
1977 gab es in Deutschland weit weniger als 1.000 Brutpaare. In den Jahren 1989 bis 2001 wuchs die Anzahl der Brutpaare in Deutschland von etwa 5.400 auf etwa 20.000. Seit 2001 schwankt die Anzahl zwischen 20.000 und 26.000. Die Anzahl der Kolonien stieg von 20 im Jahr 1989 auf 143 im Jahr 2009.
Die meisten Brutpaare befinden sich in Mecklenburg-Vorpommern (60 % des deutschen Kormoranbestands, Stand 2021). Zählte man dort (in den damaligen drei Nord-Bezirken der DDR) im Jahr 1985 noch 2.000 Brutpaare, wurden es bis zu 14.500 Brutpaare im Jahr 2008. Seitdem schwankt die Zahl zwischen 8.000 und 16.000 (Stand: 2021), was unter anderem an klimatischen Schwankungen liegt. Die drei größten Kolonien in Mecklenburg-Vorpommern im Jahr 2021 waren Naturschutzgebiet Kormorankolonie bei Niederhof (1.467 Brutpaare), Peenemünde auf Usedom (2.072) und Polder Wehrland/Waschow (1.139). Insgesamt waren in MV im Jahr 2021 10.740 Brutpaare vorhanden.
Im benachbarten Brandenburg wurden 1985 noch 0 ansässige Brutpaare gezählt. Seit 1986 stieg die Zahl dort auf über 2.500 im Jahr 2001 und stagniert seitdem (Stand: 2010).
Weiterhin gibt es Brutpaare in Niedersachsen (1302 im Jahr 2008), Schleswig-Holstein (ca. 1000), Sachsen-Anhalt (739 im Jahr 2008), Sachsen (207 im Jahr 2008), Berlin (190 im Jahr 2008) und weiteren Bundesländern.

### Österreich
In Österreich existierte noch im ersten Viertel des 20. Jahrhunderts eine relativ große Kolonie (bis 300 Brutpaare) in der Lobau bei Wien, die ab 1915 durch Abschüsse zunehmend dezimiert und nach 1926 völlig aufgegeben wurde. Einige kleinere Brutkolonien blieben jedoch noch mehrere Jahrzehnte erhalten. Die Kolonie bei Orth (Donau) war von 1919 bis 1966 durchgehend besetzt, die letzte Brutkolonie bei Marchegg (March) wurde ab 1960 durch Jagd stark dezimiert und nach der Brutsaison 1971 nicht mehr besetzt. Erst ab 2001 etablierten sich wieder dauerhafte Brutkolonien in Österreich. Der Bestand wuchs bis 2008 schnell auf 235 Paare, ging dann aber infolge bestandsregulierender Maßnahmen in der Bodensee-Kolonie stark zurück. Bei einer Erhebung 2012 wurden an den drei Standorten (Bodensee, March-Auen, Neusiedlersee) insgesamt 65 Brutpaare gezählt.
Der überwiegende Teil der Brutpaare in Österreich ist am Bodensee (Fußacher Bucht im Rheindelta) angesiedelt. Weitere finden sich seit 2012 am Neusiedlersee (2018: 26 Paare).
Die Zahl der Brutpaare in der Fußacher Bucht wuchs von 0 im Jahr 2000 auf 200 im Jahr 2008 und fiel bis zum Jahr 2011 auf etwa ein Dutzend. Seit 2013 (Stand: 2021) wird die Anzahl der Brutpaare durch Maßnahmen eines Kormoranmanagements stabil bei 50 bis 75 gehalten. Am gesamten Bodensee (nicht nur im österreichischen Teil) steigt dagegen die Zahl der Brutpaare seit 2013 stark (2013: ca. 300; 2021: ca. 900). Inzwischen sehen die österreichischen Bodenseefischer ihre Erträge auch durch die wachsende Komoranpopulation gefährdet. Statt bisher 200 Tiere pro Jahr dürfen nach einem von ihnen im Jahr 2025 bei der Bezirkshauptmannschaft durchgebrachten Antrag nun 300 abgeschossen werden.

### Schweiz
In der Schweiz war der Kormoran bis 1940 Durchzügler und begann dann in kleiner Zahl zu überwintern. Ab 1967 wuchs der Winterbestand zunächst langsam an, ab etwa 1980 dann sehr stark parallel mit der Zunahme im nördlichen Europa. Das Maximum wurde 1992 mit etwa 8.500 Vögeln erreicht, seitdem war der Winterbestand wieder rückläufig und hat sich seit Mitte der 1990er Jahre bei 5.000–6.000 Vögeln eingependelt. Seit 2001 brüten Kormorane in der Schweiz, hauptsächlich im Rhonedelta am Genfersee (Naturschutzgebiet Les Grangettes) und mit einem kleinen Brutbestand am Neuenburgersee. Der Bestand nahm kontinuierlich zu, im Jahr 2022 wurden ca. 3.400 Paare gezählt. Für den allgemeinen Rückgang der Fischbestände konnte im Jahr 2004 die Zunahme der Kormorane in der Schweiz nicht verantwortlich gemacht werden; die Auswirkungen auf die durch anthropogene Faktoren stark gefährdeten Bestände der Äsche werden jedoch lokal überwacht.

## Natürliche Feinde

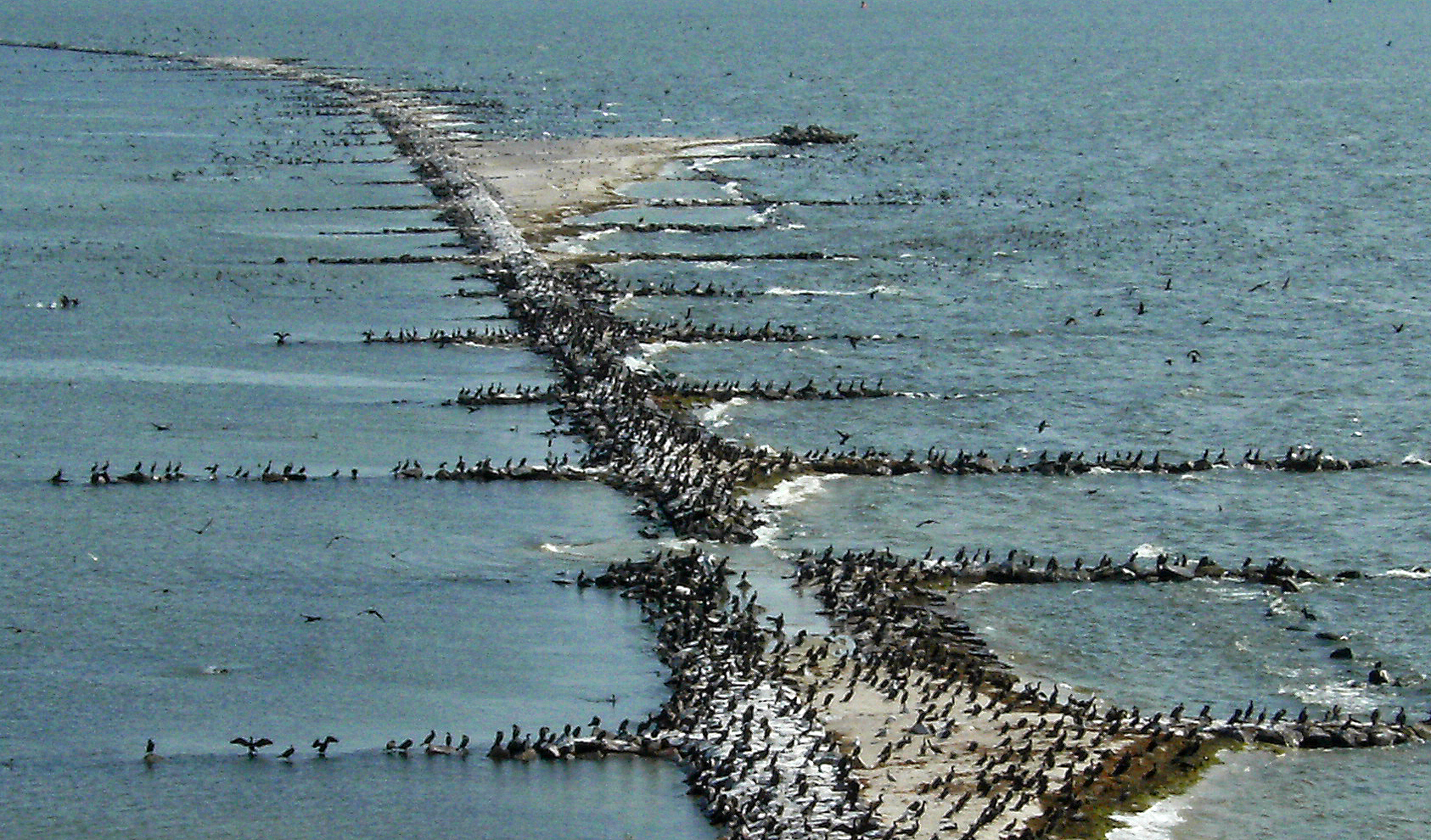
Auf der Mole von Ruden rasten Kormorane

Regionsabhängig werden einzelne Kormorankolonien durch unterschiedliche Fressfeinde in unterschiedlicher Intensität bejagt. Als Prädatoren wurden Waschbär, Marderhund (bei Bodennestern), Mink, Rotfuchs (bei Bodennestern und niedrigen Büschen), Habicht, Seeadler, Steinadler, Uhu, Silbermöwe und Nebelkrähe ermittelt.
Einzelne Kolonien, unter anderem in Brandenburg und Hessen, wurden durch Angriffe von Waschbären teils stark dezimiert oder gänzlich vertrieben.
Auch bei Bejagung durch Seeadler und Uhu wurde festgestellt, dass sich Kolonien verlagerten bzw. dass sich Teile abspalteten. Kleinere Kolonien verschwanden bei Angriffen durch den Seeadler auch ganz. Seeadler töten sowohl Alt- und Jungvögel, teilweise holen sie auch Jungvögel aus Nestern. Die Angriffe gehen meist von immaturen, also nicht ausgewachsenen, Adlern aus. Meist werden von Seeadlern aber Scheinangriffe geflogen, welche die Kormorane zum Auswürgen von Fisch veranlassen. Diesen ausgewürgten Fisch fressen dann die Seeadler. In der Kolonie Polder Wehrland/Waschow siedelten sich Kormorane um einen Seeadlerhorst an und brüteten schließlich sogar im gleichen Baum wie die Seeadler. Angriffe dieser Brutadler auf die Brutnachbarn gab es nicht. Auch Uhus brüten in Einzelfällen in Kolonien, z. B. Naturschutzgebiet Haseldorf, ohne dass es dabei zu Konflikten kommt. Steinadler in Dänemark jagen sowohl Jungvögel im Nest und auch Altvögel. Die einzige Kolonie in den USA auf einer Küsteninsel im Bundesstaat Maine wird von Weißkopfseeadlern bejagt.

## Kormoran und Mensch

### Bejagung
Schriftliche Belege für die Bejagung des Kormorans mit Zerstörung von Brutkolonien gibt es seit dem 19. Jahrhundert. Zunächst wurden die fremden Vögel geschont, was sich jedoch nach deren rascher Vermehrung und dem damit einhergehenden „Fischraub“ änderte. Die Brutverbreitung des Kormorans war im Deutschen Reich von häufigen Wechseln von Koloniestandorten gekennzeichnet, die zum Teil auf menschliche Bejagung zurückgeführt werden. Um die Jahrhundertwende vom 19. aufs 20. Jahrhundert gab es im Deutschen Reich nur noch in den Provinzen Pommern, West- und Ostpreußen Kolonien. Wegen vermuteter fischereiwirtschaftlicher und forstwirtschaftlicher Schäden wurde jede Kormoran-Ansiedlung durch Fischer, Grundbesitzer und Behörden bekämpft. Für die Forst- und Fischereibehörden gehörte die Kormoran-Bekämpfung zu den regulären Aufgaben. In den 1830er Jahren wurden sogar Soldaten des Gardejäger-Bataillons aus Potsdam zur Kormoran-Bekämpfung eingesetzt. Es gab ferner Abschussprämien. Der Magistrat der Stadt Stettin zahlte 2,5 Silbergroschen für ein Paar Fänge des Kormorans. Selbst ornithologische Vereine beteiligten sich an der Bekämpfung von als schädlich eingestuften Vogelarten wie dem Kormoran. Ab Anfang des 20. Jahrhunderts gab es erste Schutzmaßnahmen. Diese gingen von adeligen Großgrundbesitzern aus, welche auf ihrem Land Kolonien duldeten. Als erste Kolonie wurde 1937 bis zum Zweiten Weltkrieg die Kolonie Pulitz in Mecklenburg-Vorpommern explizit wegen der Kormorane als Naturschutzgebiet ausgewiesen.

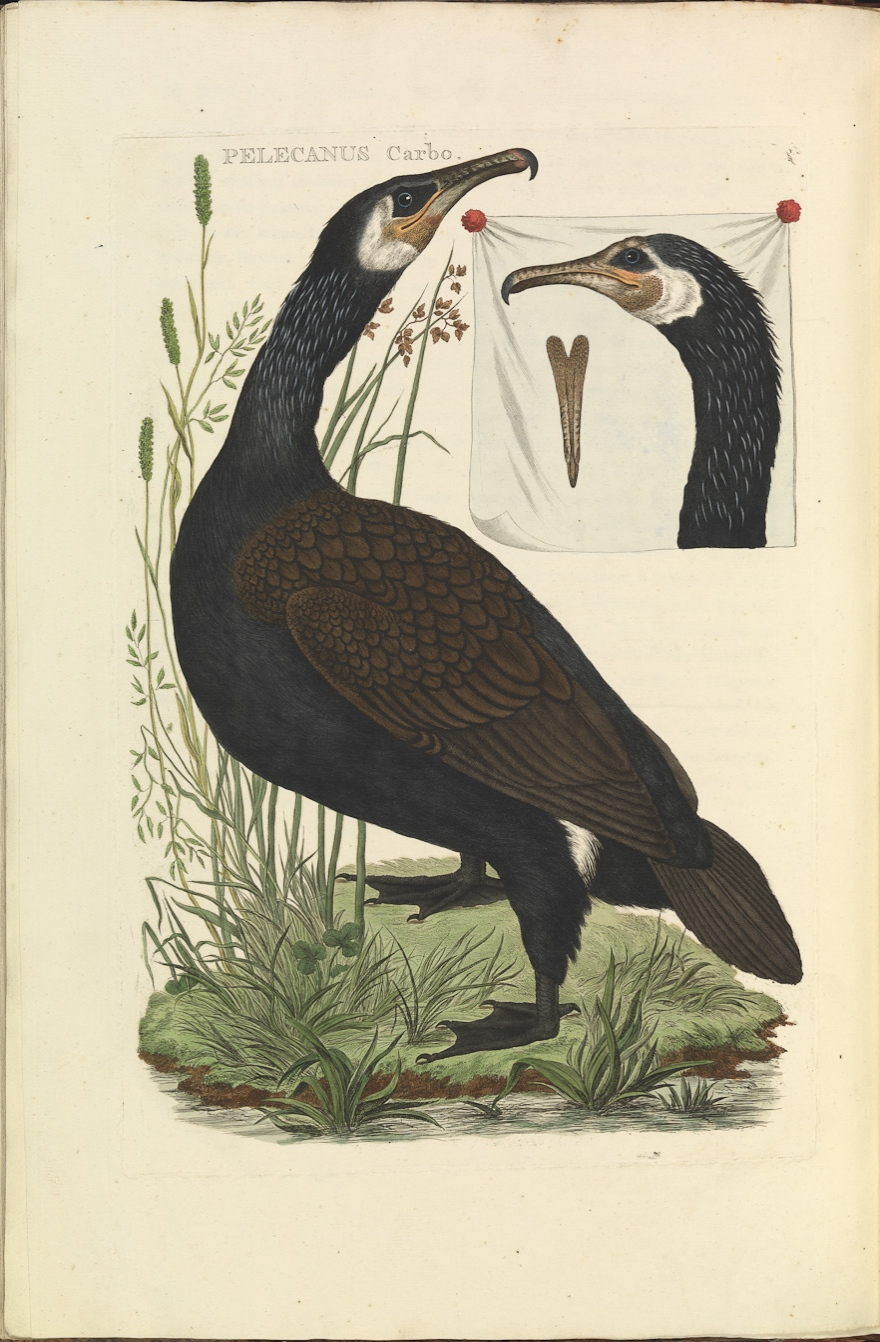
Kormoran in Nederlandsche Vogelen (1770)

In Europa werden aktuell jedes Jahr viele Tausende Kormorane durch Abschuss getötet. Aktuelle Zahlen gehen von etwa 80.000 in der EU durch Abschuss getöteten Kormoranen aus. Davon wurden etwa 15.000 in Deutschland getötet. Die Abschüsse verteilen sich sehr unterschiedlich auf Deutschland. So wurden in Nordrhein-Westfalen (NRW) in der Jagdsaison 2009/2010 5.115 Kormorane getötet. In NRW waren z. B. Abschüsse zeitweise außerhalb von Naturschutzgebieten vom 16. September bis zum 15. Februar per Verordnung des Landes erlaubt. Für den Abschuss in Naturschutzgebieten mussten Ausnahmegenehmigungen beantragt werden. Die Rechtslage hat sich in den letzten Jahren mehrfach geändert und ist zudem in jedem Land bzw. Bundesland unterschiedlich. Die Abschüsse wurden in Angler- und Jagdzeitschriften z. B. „als präventive Stabilisierung der Fischbestände“ angesehen. In Mecklenburg-Vorpommern bei Anklam wurden 2005 etwa 7000 Kormorane abgeschossen (zum Vergleich 900 im Jahr 2013 im gesamten Bundesland). Insbesondere der Naturschutzbund kritisierte dieses Vorgehen, da die Vögel in einem Naturschutzgebiet und dazu noch während der Brutzeit abgeschossen wurden. Da gegen zahlreiche behördliche Auflagen verstoßen wurde, prüfte das Umweltministerium das Kormoranmanagement in Mecklenburg-Vorpommern. Im bisherigen Ergebnis dieser Prüfungen werden Maßnahmen gegen den Kormoran danach nicht mehr allein nur aufgrund der Annahme eines erheblichen fischereiwirtschaftlichen Schadens zugelassen, sondern streng an den Vorgaben des Gesetzgebers ausgerichtet.
Neben dem Abschuss gibt es weitere Maßnahmen zur Populationsreduzierung. Dazu zählen Einölen von Gelegen und Austausch von Eiern durch Kunsteier, um den Schlupf von Kormoranen zu verhindern. Ferner kam es immer wieder zum Fällen der Nestbäume bzw. potenzieller Nestbäume, auch während der Brutzeit. Im April 2008 wurden in einem Naturschutzgebiet im Radolfzeller Aachried am Bodensee brütende Kormorane mit Scheinwerfern von ihren Nestern vertrieben. Viele der Eier starben in der kalten Nacht ab.
Neben den tödlichen Maßnahmen wurden auch Vergrämungsmaßnahmen durchgeführt. Dabei wurden optische (mit Ballons, Flatterbänden und Spiegeln) und akustische Maßnahmen (Vorspielen von Rufen von Feinden) und Beschuss mit Lasergewehren eingesetzt. Die Vergrämungsmaßnahmen erwiesen sich nicht als effektiv oder zu aufwändig und wurden später eingestellt.
Mit der Kormoranproblematik befasste sich 2004 bis 2008 INTERCAFE (Conserving biodiversity: interdisciplinary initiative to reduce pan-European cormorant-fishery conflicts) in acht Workshops. Daran nahmen 70 Experten, darunter Ornithologen, Ökologen, Fischereibiologen, Fischereimanager, Soziologen, Juristen usw. aus fast allen EU-Staaten und weiteren Staaten wie z. B. Norwegen und Israel teil. Dabei wurden Vergrämungsmaßnahmen, Maßnahmen zum Schutz der Fische wie Netzüberspannungen, Drahtüberspannungen, Design von Fischzuchtanlagen, künstliche Zufluchten für Fische, Verbessern der Habitatqualität für Fische, Fischbesatz- und Bestandsmanagement, Entfernen von Rast- und Schlafplätzen, Entfernung von Nestern, Abschüsse, Reduktion des Bruterfolgs und finanzielle Entschädigungen untersucht und bewertet.

### Einfluss auf Fischbestände
Schon im 19. Jahrhundert wurden Kormorane wegen vermuteter fischerei- und forstwirtschaftlicher Schäden gejagt, siehe Abschnitt Bejagung. Mit der Wiederbesiedlung und dem Ansteigen der Kormoranpopulation seit dem 20. Jahrhundert wurde diese Diskussion wiederbelebt. Insbesondere Fischer sehen in dem Vogel wegen dessen Fraßdrucks einen Konkurrenten, der negativen Einfluss auf Fischbestände habe. So äußerte der Landesfischereiverband, als im Winter 1994/95 erstmals Kormoranschwärme wieder die Mittelgebirge Nordrhein-Westfalens erreichten, die Befürchtung, dass die durch Gewässerbefestigung und niedrige Gewässergüte gefährdeten Bestände von Bachforellen und Äschen in den Gewässern durch den Fraßdruck von Kormoranen weiter vermindert werden.
Auf eine Kleine Anfrage der Fraktion Die Linke im Jahr 2010 im Bundestag hielt die Bundesregierung in ihrer Antwort fest, „dass es keine gesicherten Belege dafür gibt, dass der Kormoran eine Fischart in ihrem Bestand bedrohe. Lediglich auf regionaler Ebene kann nicht ausgeschlossen werden, dass es in Einzelfällen zu Bestandreduzierungen bei Äschen kommt.“ Bei Bestandsrückgängen müssen auch immer ökologische Zustände der Gewässer betrachtet werden.
Untersuchungen am Neuenburgersee in der Schweiz durch die Zürcher Hochschule für Angewandte Wissenschaften (ZHAW) im Auftrag des Bundesamtes für Umwelt (BAFU) brachten zutage, dass die dortigen Berufsfischer die Schäden weit überzogen dargestellt hatten.
Im Dezember 2008 forderte das Europäische Parlament die Erhebung wissenschaftlicher Daten als Basis für die Erstellung eines gesamteuropäischen Kormoran-Managementplans. Am 15. September 2014 erließ Sachsen-Anhalt eine Kormoranverordnung zum Schutz vor fischereiwirtschaftlichen Schäden, wonach Kormorane in bestimmten Bereichen bejagt und die Entstehung neuer Brutkolonien verhindert werden dürfen. Sogar im mittelfränkischen Vogelschutzgebiet Aischgrund wurden aufgrund von fischereiwirtschaftlichen Interessen Ausnahmegenehmigungen zum Abschuss von Kormoranen erteilt. Nach zwei Jahren wurde eine Verschlechterung des ornithologischen Erhaltungszustands mit hoher Wahrscheinlichkeit ausgeschlossen, während die Schäden in der Fischereiwirtschaft deutlich reduziert worden seien. Zudem sei die natürliche Regulierung der Kormoranbestände durch den Rückgang des Seeadlers, der Altvögel, aber vor allem in den Brutkolonien Jungkormorane erbeutet, aus dem Gleichgewicht geraten; von daher müsse auch die Wiederansiedlung des Greifvogels unterstützt werden.
Einen großen Anteil der Beutefische des Kormorans bilden teichwirtschaftlich uninteressante Arten wie Stichlinge oder Weißfische. Für Kormorane an der Ostsee hat der Biologe Helmut Winkler von der Universität Rostock herausgefunden, dass wirtschaftlich genutzte Arten wie Aal, Hering oder Dorsch nur zwei bis vier Prozent des Nahrungsspektrums ausmachen.

### Kormoranfischerei

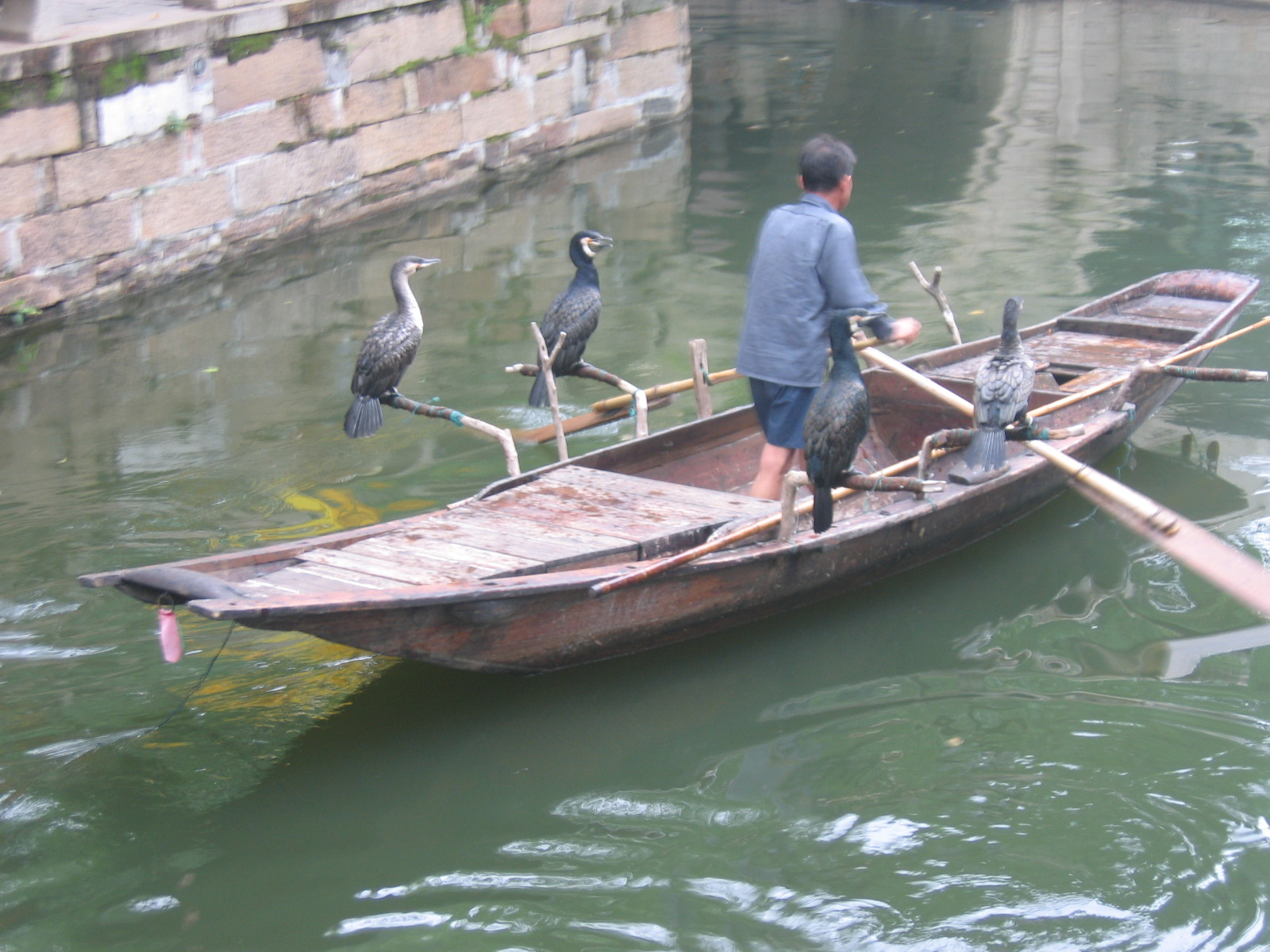
Kormoranfischerei in Suzhou, China

In Mazedonien wurden Kormorane (nebst anderer piscivorer Tauchvögel) möglicherweise schon seit dem 5. Jahrhundert v. Chr. zum Fischfang auf dem Dojran-See eingesetzt. Die dortige Methode unterschied sich grundlegend von der Technik, die in China und Japan seit dem 3. Jahrhundert nachweisbar ist. Auch heute wird die Kormoranfischerei mancherorts noch praktiziert, oft als Touristenattraktion, z. B. auf dem Li-Fluss bei Guilin. In Mazedonien bestehen offenbar Bestrebungen, die dortige Fischerei ebenfalls als Touristenattraktion zu etablieren.
Zur europäischen Kormoranfischerei wurden Wildfänge eingesetzt. Dazu wurden junge Kormorane aus Nestern in der Natur entnommen. In einigen Regionen Chinas erfolgt hingegen eine regelrechte Zucht der Vögel. Da die Weibchen von Zuchtkormoranen jedoch in Gefangenschaft ihre Gelege vernachlässigen, werden diese von Hennen ausgebrütet. Die geschlüpften Küken werden von Hand aufgezogen, wobei sie unter anderem mit Tofu ernährt werden. Im Alter von etwa 100 Tagen wird mit der Abrichtung von Wildfängen als auch Zuchtkormoranen begonnen. Die Jungvögel erlernen dabei das Jagdverhalten von älteren Tieren. Handaufgezogene Kormorane sind stark auf ihre Bezugsperson geprägt und dürfen sich meist frei bewegen. Wildfänge oder von Züchtern gekaufte Exemplare werden gewöhnlich mit einer Schnur am Bein am Flüchten gehindert. Das Zähmen von Wildfängen ist mühsam und dauert sieben bis acht Monate bei täglich zwei bis drei Stunden Beschäftigung mit den Vögeln. Ihnen wird beigebracht, auf dem Rand des Bootes bzw. Floßes zu sitzen, auf Kommando zu fischen und sich an den Halsring zu gewöhnen. Die Vögel lernen, den Fang zum Boot zu bringen, wo ihnen der Fisch durch den Meister abgenommen wird. Ein Halsring verhindert dabei das Verschlucken der gefangenen Fische durch den Kormoran. Der Fischer füttert den Kormoran mit einzelnen kleineren Fischen, Fischstücken oder Garnelen. In Japan wurden Fangleistungen von bis zu 150 Fischen in der Stunde beobachtet. Ihre besten Leistungen erbringen die Kormorane im Alter zwischen drei und acht Jahren. Bis zu zehn Jahre lang werden sie zur Arbeit eingesetzt.
Außerhalb Mazedoniens wurde die Kormoranfischerei ab Mitte des 16. Jahrhunderts von Adligen als Freizeitbeschäftigung betrieben und fand häufig auf eigens dafür angelegten Teichen statt. Die Kormorane wurden von Falknern betreut und ähnlich wie Greifvögel bei der Beizjagd auf der Faust getragen. Der Kopf wurde dabei mit einer Haube verhüllt. Zudem wurden ihnen, wie in China, Halsringe angelegt. Der älteste Nachweis geht auf eine Schrift von Julius Caesar Scaliger aus Venedig zurück. In englischen Staatsakten des 17. Jahrhunderts liegen ab 1608 genauere Daten vor. Den englischen Königshöfen von Jakob I. und Karl I. gehörte ein Master of Cormorants an. 1689 wird hier letztmals ein Cormorant Keeper erwähnt. Von 1846 bis 1890 wurde Kormoranfischerei durch Francis Henry Salvin betrieben. Im Falknerlehrbuch Falconry, its claims, history, and practice von 1859 hat er ein Kapitel der Kormoranfischerei gewidmet. In Frankreich gibt es für den Königshof Nachweise zwischen 1609 und 1736. Um 1625 wurden dem französischen König Ludwig XIII. und einigen anderen hochrangigen Persönlichkeiten in den Kanälen von Schloss Fontainebleau von einem am englischen Hof beschäftigten und vom dortigen König gesandten flämischen Falkner mehrere gezähmte Kormorane vorgeführt. Es gab in Frankreich zeitweise das Amt eines garde des Cormorans. Zudem wurde auch hier im 19. Jahrhundert Kormoranfischerei betrieben. Weitere Belege existieren für Österreich und Holland. Aus Russland liegt ein Nachweis von 1912 von der Wolga vor. Auch in Deutschland, genauer in Darmstadt in den 1770er Jahren sowie in Ballenstedt zu Beginn des 19. Jahrhunderts, wurden abgerichtete Kormorane an Adelshöfen vorgeführt.

## Vogel des Jahres 2010

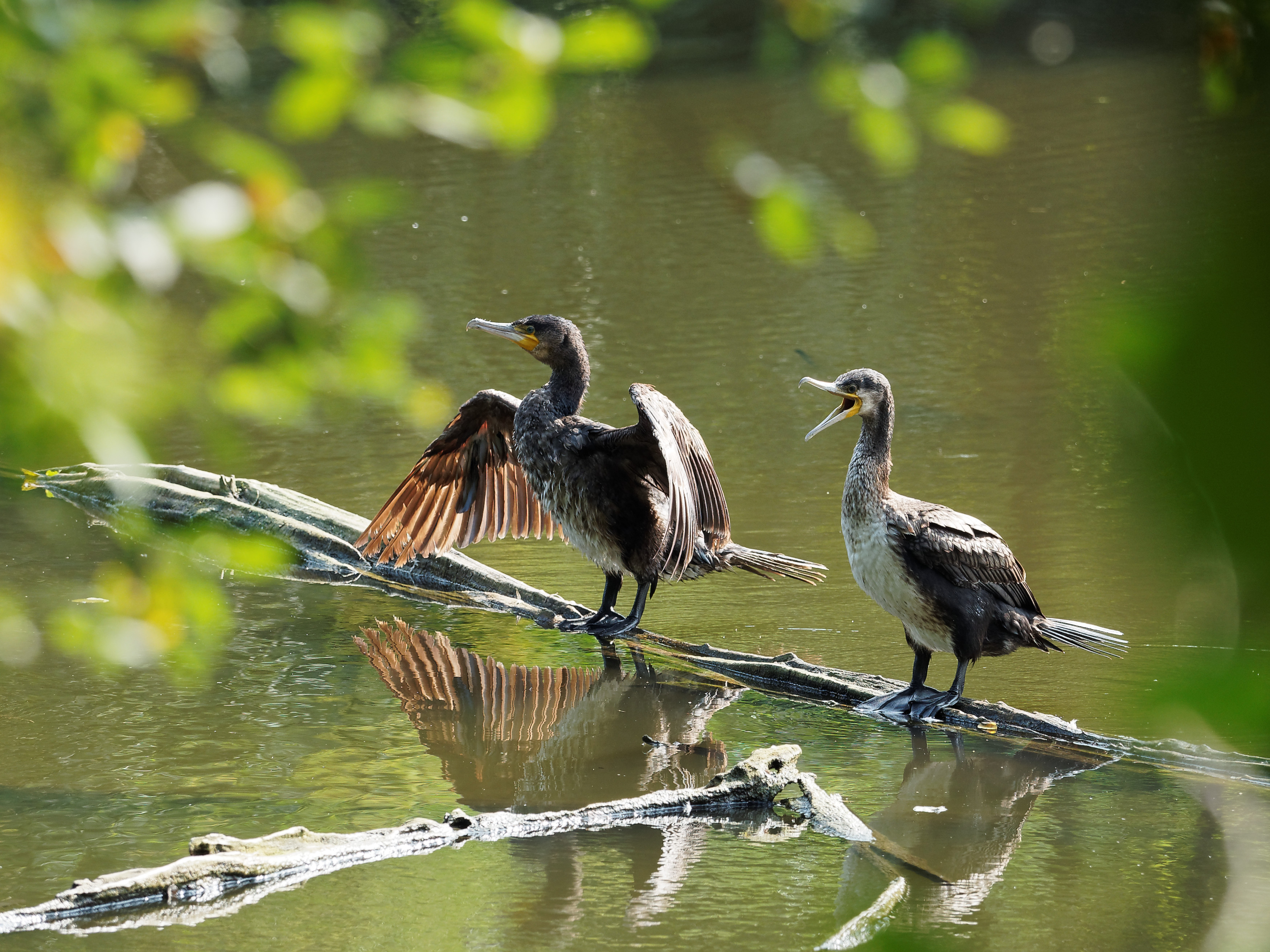
Kormoran, Gefieder trocknend

Der Kormoran war 2010 Vogel des Jahres in Deutschland und Österreich. Die Verbände NABU und LBV wollten sich damit für den Schutz des Kormorans einsetzen und richteten die Website www.kormoranfreunde.de ein.
Angler, Fischer und Jäger kritisierten die Wahl und sahen sie als Provokation. Bei der Tagung zum Kormoran als Vogel des Jahres in Ulm am 20. März 2010 kam es zu einer Gegendemonstration von Anglern mit 3000 bis 4000 Teilnehmern.
Die NABU-Pressestelle in Berlin wertete von Oktober 2009 bis Oktober 2010 bundesweit die Presseberichterstattung zum Kormoran aus. Von den 910 Artikeln bewertete sie rund 50 % als ausgewogen, 27 % als positiv und 23 % negativ über den Kormoran. Letztere stellten vor allem die Meinungen von Anglern und Fischern dar. Überregionale Zeitungen berichteten durchweg neutral und sachlich, während Lokalblätter meist nur die Anglersicht darstellten. Es wurden sowohl eine Zuspitzung als auch eine Versachlichung festgestellt.